# MP3-Encoder
Ein MP3-Encoder ist ein Programm, das Audiodateien (meistens nur einfache PCM-Datenströme) in MP3-Audiodateien umwandelt. Über Jahre hinweg (ca. 1998 bis 2004) gab es viele verschiedene MP3-Encoder; letztendlich setzte sich jedoch der LAME-Encoder wegen seiner überlegenen Qualität durch.
Dieser Artikel dient der Auflistung und dem Vergleich verschiedener MP3-Encoder. Die Funktion wird im Artikel MP3 erklärt.

## MP3-Encoder

### LAME
LAME wird heutzutage noch aktiv weiterentwickelt. Seine Vorteile sind:
- hohe Qualität
- offener Quellcode
- viele verschiedene Einstellungsmöglichkeiten
- Mit Benutzung der sogenannten vordefinierten Presets kann eine transparente Qualität mit einer Durchschnittsbitrate von ca. 192 kBit/s erreicht werden.[1][2]

Nachteile:
- teilweise geringe Geschwindigkeit in alten Versionen

Die Geschwindigkeitsprobleme wurden mit dem neuen VBR-Algorithmus, welcher mit --vbr-new aktiviert werden kann, teilweise behoben. Mit Benutzung des Presets standard kann nun bei einer Enkodiergeschwindigkeit von ca. 23× Echtzeit Transparenz erreicht werden. (23× Echtzeit bedeutet, dass man in einer Sekunde 23 Sekunden Musik enkodieren kann; somit kann ein fünfminütiger Track in ca. 13 Sekunden in das MP3-Format umgewandelt werden.).

### Xing
Xing ist ein nicht mehr aktiv weiterentwickelter MP3-Encoder des Unternehmens Xing Technology. Xing ist zwar ein sehr schneller MP3-Encoder, aber die von Xing produzierten MP3-Dateien haben gegenüber dem Original (die als Enkodierquelle benutzte Audiodatei) auch eine sehr schlechte Qualität. Außerdem war der Xing-Encoder kostenpflichtige Shareware, deren Quellcode nicht offen war. Die wohl wichtigste Entwicklung war der Xing-Header. Aktuelle LAME-Versionen können heutzutage genauso schnell enkodieren wie Xing oder meistens sogar noch schneller. Im Jahr 1999 wurde Xing Technology von der Firma RealNetworks aufgekauft.

### Blade
Blade war ein wenig benutzter Opensource-MP3-Encoder. Der Blade-Code unterschied sich nur wenig vom ISO-Code, der eigentlich eher als Beispiel und Hilfe für Entwickler dienen sollte, wie eine MP3-Datei aufgebaut ist, jedoch keineswegs als fertiger Enkodierer fungieren sollte.

### Audioactive
Der Audioactive-MP3-Encoder (häufig zu finden im Audioactive Production Studio) ist ein Enkodierer, der in einer Partnerschaft zwischen der Fraunhofer-Gesellschaft (kurz FhG) und Telos Systems entstand. Er unterstützt keine variablen Bitraten und enkodiert nur sehr langsam. Die Qualität der mit dem Audioactive-Encoder erstellten Dateien ist aber vor allem bei niedrigen Bitraten (112 / 128 / 160 kBit/s) sehr gut.

### GoGo-No-Coda
Der GoGo-Enkoder ist eine modifizierte Version von LAME 3.8x. Er wurde speziell auf Geschwindigkeit optimiert; die CPU-aufwändigsten Routinen von LAME wurden in Assembler neu geschrieben. Er kann mit der Qualität von alten LAME-Versionen (3.8x) mithalten, jedoch nicht mit der von aktuellen Versionen. GoGo wird seit 2004 nicht mehr aktiv weiterentwickelt.

### FhG
Der MP3-Kodierer „L3enc“ der Fraunhofer-Gesellschaft war der erste seiner Art, da FhG auch den MP3-Standard entwickelte. Er wird seit 1997 nicht mehr aktiv weiterentwickelt, bietet eine mittlere bis gute Qualität, ist aber auch sehr langsam. Neuere Versionen dieses Encoders unterstützen auch variable Bitraten; qualitativ kann er jedoch mit LAME nicht mithalten.

### Shine
Der Shine-Encoder wurde von Gabriel Bouvigne, dem Hauptentwickler von LAME, geschrieben. Sein Ziel ist es, die Enkodieralgorithmen so weit wie möglich zu vereinfachen, so dass immer noch eine mittlere Qualität erreicht wird. Er soll (wie der ISO-Code) als Beispiel für MP3-Entwickler dienen. Die Qualität von mit Shine erstellten MP3-Dateien ist jedoch komplett unakzeptabel.
Des Weiteren gibt es noch andere, kaum verwendete MP3-Enkodierer (Helix (basierend auf dem Xing-Encoder), iTunes, Real-Player etc.).